# Lijst van presidenten van Polen
Dit is een lijst van presidenten van Polen.

## Beknopt overzicht
| 1918 | Tweede Poolse Republiek |
| 1939 | Polen wordt verdeeld tussen nazi-Duitsland en de Sovjet-Unie, daarnaast richtten de Duitsers het zogenaamde Generaal-Gouvernement in. |
| 1941 | De Duitsers bezetten Oost-Polen en voegen het bij het rijkscommissariaat Ostland.                                                     |
| 1944 | Poolse Republiek |
| 1952 | Volksrepubliek Polen |
| 1989 | Poolse 3de Republiek |

## Presidenten van Polen (1918-heden)

### Staatshoofd (1918-1922)
| Staatshoofd | Staatshoofd                 | Ambtstermijn                        | Partij |
| ----------- | --------------------------- | ----------------------------------- | ------ |
|             | Józef Pilsudski (1867–1935) | 14 november 1918 - 11 december 1922 | PPS    |

### Presidenten van Polen (1922-1939)
| Nr. | President | President                             | Ambtstermijn                        | Partij | Partij | Verkiezing       |
| --- | --------- | ------------------------------------- | ----------------------------------- | ------ | ------ | ---------------- |
| 1   |           | Gabriel Narutowicz (1865–1922)        | 11 december 1922 - 16 december 1922 | PSL    |        | 9 december 1922  |
| -   |           | Maciej Rataj (1884–1940) (waarnemend) | 16 december 1922 - 22 december 1922 | PSL    |        |                  |
| 2   |           | Stanislaw Wojciechowski (1869–1953)   | 22 december 1922 - 14 mei 1926      | PSL    |        | 22 december 1922 |
| -   |           | Maciej Rataj (1884–1940) (waarnemend) | 14 mei 1926 - 4 juni 1926           | PSL    |        |                  |
| 3   |           | Ignacy Moscicki (1867–1946)           | 4 juni 1926 - 30 september 1939     | n/p    |        | 1926             |
| 3   | 1933      | Ignacy Moscicki (1867–1946)           | 4 juni 1926 - 30 september 1939     | n/p    |        |                  |

### Poolse regering in ballingschap(1939-1990)
| President | President                         | Ambtstermijn                    |
| --------- | --------------------------------- | ------------------------------- |
|           | Bolesław Wieniawa-Długoszowski    | 30 september 1939               |
|           | Władysław Raczkiewicz (1885–1947) | 30 september 1939 - 6 juni 1947 |
|           | August Zaleski (1883–1972)        | 9 juni 1947 - 8 april 1972      |
|           | Stanisław Ostrowski (1892–1982)   | 8 april 1972 - 24 maart 1979    |
|           | Edward Raczyński (1891–1993)      | 8 april 1979 - 8 april 1986     |
|           | Kazimierz Sabbat (1913–1989)      | 8 april 1986 - 19 juli 1989     |
|           | Ryszard Kaczorowski (1919–2010)   | 19 juli 1989 - 22 december 1990 |

### Duits bewind over Polen (1939)
Militaire gouverneurs
| Gouverneur | Gouverneur                          | Ambtstermijn                  |
| ---------- | ----------------------------------- | ----------------------------- |
|            | Walther von Brauchitsch (1881-1948) | september 1939 - oktober 1939 |
|            | Gerd von Rundstedt (1875-1953)      | oktober 1939                  |

Gouverneur-generaal
| Gouverneur-generaal | Gouverneur-generaal    | Ambtstermijn | Partij |
| ------------------- | ---------------------- | ------------ | ------ |
|                     | Hans Frank (1900-1946) | 1939 - 1945  | NSDAP  |

### Voorzitters Nationale Volksraad (1944-1947)
| Voorzitter | Voorzitter                  | Ambtstermijn                       | Partij |
| ---------- | --------------------------- | ---------------------------------- | ------ |
|            | Bolesław Bierut (1892–1956) | 31 december 1944 - 5 februari 1947 | PPR    |

### Voorzitter van de ConstituerendeSejm(1947)
Sejm= parlement
| Voorzitter           | Ambtstermijn      | Partij |
| -------------------- | ----------------- | ------ |
| Franciszek Trabalski | 4 februari 1947   | PPR    |
| Wladislaw Kowalski   | 4-5 februari 1947 | PPR    |

### President van Polen (1947-1952)
| President | President                   | Ambtstermijn                       | Partij        |
| --------- | --------------------------- | ---------------------------------- | ------------- |
|           | Bolesław Bierut (1892–1956) | 5 februari 1947 - 20 november 1952 | PPR 1948 PZPR |

### Voorzitter van de Staatsraad(1952-1989)
| Voorzitter | Voorzitter                      | Ambtstermijn                       | Partij |
| ---------- | ------------------------------- | ---------------------------------- | ------ |
|            | Aleksander Zawadzki (1899–1964) | 20 november 1952 - 7 augustus 1964 | PZPR   |
|            | Edward Ochab (1906–1989)        | 12 augustus 1964 - 10 april 1968   | PZPR   |
|            | Marian Spychalski (1906–1980)   | 10 april 1968 - 23 december 1970   | PZPR   |
|            | Józef Cyrankiewicz (1911–1989)  | 23 december 1970 - 28 maart 1972   | PZPR   |
|            | Henryk Jabłoński (1909–2003)    | 28 maart 1972 - 6 november 1985    | PZPR   |
|            | Wojciech Jaruzelski (1923–2014) | 6 november 1985 - 19 juli 1989     | PZPR   |

### Presidenten van Polen (1989-heden)
| Nr. | President | President                                | Ambtstermijn                        | Partij      | Partij | Verkiezing |
| --- | --------- | ---------------------------------------- | ----------------------------------- | ----------- | ------ | ---------- |
| -   |           | Wojciech Jaruzelski (1923-2014)          | 1 december 1989 - 22 december 1990  | PZPR        |        | 1989       |
| 4   |           | Lech Wałęsa (1943)                       | 22 december 1990 - 23 december 1995 | Solidarność |        | 1990       |
| 5   |           | Aleksander Kwaśniewski (1954)            | 23 december 1995 - 23 december 2005 | SLD         |        | 1995       |
| 5   | 2000      | Aleksander Kwaśniewski (1954)            | 23 december 1995 - 23 december 2005 | SLD         |        |            |
| 6   |           | Lech Kaczyński (1949-2010)               | 23 december 2005 - 10 april 2010    | PiS         |        | 2005       |
| -   |           | Bronisław Komorowski (1952) (waarnemend) | 10 april 2010 - 8 juli 2010         | PO          |        |            |
| -   |           | Bogdan Borusewicz (1949) (waarnemend)    | 8 juli 2010                         | PO          |        |            |
| -   |           | Grzegorz Schetyna (1963) (waarnemend)    | 8 juli 2010 - 6 augustus 2010       | PO          |        |            |
| 7   |           | Bronisław Komorowski (1952)              | 6 augustus 2010 - 6 augustus 2015   | PO          |        | 2010       |
| 8   |           | Andrzej Duda (1972)                      | 6 augustus 2015 - 6 augustus 2025   | PiS         |        | 2015       |
| 8   | 2020      | Andrzej Duda (1972)                      | 6 augustus 2015 - 6 augustus 2025   | PiS         |        |            |
| 9   |           | Karol Nawrocki (1983)                    | 6 augustus 2025 - heden             | PiS         |        | 2025       |

## Partijen
- PPS = Poolse Socialistische Partij (centrum; nationalistisch, niet-marxistisch)
- PSL = Poolse Volkspartij (boerenpartij, centrum)
- PPR = Poolse Arbeiderspartij (communistisch)
- PZPR = Poolse Verenigde Arbeiderspartij (communistische partij 1948-1990)
- Solidarność = Solidariteit (centrumrechts, Lech Wałęsa)
- SdRP = Sociaaldemocratie van de Republiek Polen (sociaaldemocratisch, ex-communistisch)
- SLD = Alliantie van Democratisch Links (centrumlinks, fusie van diverse linkse en sociaaldemocratische partijen waaronder de SdRP)
- PiS = Recht en Rechtvaardigheid (conservatief-nationalistische partij)
- PO = Burgerplatform (centrumrechtse, conservatief-liberale partij)